# Tamaudun
Tamaudun (玉陵 (Ngọc Lăng)) là lăng mộ hoàng gia của vương quốc Lưu Cầu được xây vào năm 1501. Hiện nay, lăng thuộc Shuri, Okinawa  Lăng được vua Shō Shin, vị vua thứ ba của Nhà Shō II xây dựng và nằm gần thành Shuri.
Lăng có tổng diện tích là 2.442m², gồm có hai tường rào đá, ba phòng của lăng mộ hướng về phía bắc và sau lưng là một vách đá tự nhiên ở phía nam. Có một bia đá bên ngoài tường rào tưởng niệm việc xây dựng lăng mộ và ghi tên vua Shō Shin cùng 8 người khác liên quan đến việc xây dựng. Ba phòng của lăng mộ được xếp từ đông sang tây, di hài các quốc vương và vương hậu ở ngăn phía đông còn di hài các hoàng tử và các thành viên hoàng gia còn lại được đặt ở phòng phía tây, phòng giữa dùng cho truyền thông senkotsu của Lưu Cầu; tuy nhiên các thi hài chỉ được giữ ở đây trong một hời gian hạn chế, sau đó xương được rửa và đem đi địa táng. The shisa (sư tử đá) bảo vệ lăng mộ là một ví dụ về nghệ thuật điêu khắc đá truyền thống Lưu Cầu. Phong cách kiến trúc của lăng mộ mang nét tượng trưng của hoàng cung đương thời, vốn là một kiến trúc đá với một mái bằng gỗ.
Mười tám vị vua đã được chôn cất tại Tamaudun, cùng với vương hậu và hoàng nhi của họ. Vị vua đầu tiên được chôn cất tại đây là Shō En, tức phụ thân của người đã ra lệnh xây lăng là vua Shō Shin. Thái tử cuối cùng là Shō Ten, hoàng tử của vị vua Lưu Cầu cuối cùng là Shō Tai, đã được chôn ở đây vào ngày 26 tháng 9 năm 1920. Công trình này từng phải hứng chịu thiệt hại nặng nề trong trận Okinawa năm 1945, và bị cướp phá sau đó, song các phần mộ và thi hài hoàng gia vẫn không bị đụng tới, và phần lớn kiến trúc đã được phục hồi trong những năm sau cuộc chiến. Lăng mộ là một Di sản thế giới của UNESCO vào ngày 2 tháng 12 năm 2000 như là một phần của nhóm di tích Các di chỉ Gusuku và di sản liên quan của Vương quốc Lưu Cầu.

## Các mộ hoàng gia
| - Đông thất - Shō En (1415–1476) - Shō Shin (1465–1526) - Shō Sei (1497–1555) - Shō Gen (1528–1572) - Shō Baigaku, Vương hậu của Shō Gen (chết 1605) - Shō Ei (1559–1588) - Aoriya, án tư (anji) Kanashi (ngày tháng không rõ) - Shō Konkō, Vương hậu của Shō Ei (1562–1637) - Shō Hō (1590–1640) - Shō Baigan, Vương hậu của Shō Hō (ngày tháng không rõ) - Shō Kyō, con cả của Shō Hō (1612–1631) - Shō Rankei, Vương hậu của Shō Hō (1588–1661) - Shō Ken (1625–1647) - Shō Kaho, Vương hậu của Shō Ken (1630–1666) - Shō Shitsu (1629–1668) - Shō Hakusō, Vương hậu của Shō Shitsu (1629–1699) - Shō Tei (1645–1709) - Shō Gesshin, Vương hậu của Shō Tei (1645–1703) - Shō Jun, Thái tử, con cả của Shō Tei (1660–1706) - Shō Giun, Thái tử phi của Shō Jun (1664–1723) - Shō Eki (1678–1712) - Shō Konkō, Vương hậu của Shō Eki (1680–1745) - Shō Kei (1700–1751) - Shō Ninshitsu, Vương hậu của Shō Kei (1705–1779) - Shō Boku (1739–1794) - Shō Shukutoku, Vương hậu của Shō Boku (1740–1779) - Shō Tetsu (1759–1788) - Shō Tokutaku, Vương hậu của Shō Tetsu (1762–1795) - Shō On (1784–1802) - Shō Sentoku, Vương hậu của Shō On (1785–1869) - Shō Sei (1800–1803) - Shō Kō (1787–1834) - Shō Juntoku, Vương hậu của Shō Kō (1791–1854) - Shō Iku (1813–1847) - Shō Gentei, Vương hậu của Shō Iku (1814–1864) - Shō Tai (1843–1901) - Shō Kenshitsu, Vương hậu của Shō Tai (1843–1868) - Shō Ten, Thái tử, con cả của Shō Tai (1864–1920) - Shō Shō, Thái tử phi của Shō Ten (ngày tháng không rõ) | - Tây thất - Shō Gesshin, con gái cả của Shō En (ngày không rõ) - Con gái cả của Shō Ikō (không rõ tên, ngày tháng) - Shō Shōi, con trai thứ ba của Shō Shin (ngày tháng không rõ) - Shō Isshi, con gái cả của Shō Gen (chết 1570) - Shō Setsurei, thiếp của Shō Gen (ngày tháng không rõ) - Shō Bairei, thiếp của Shō Gen (ngày tháng không rõ) - Shō Getsurei, con gái thứ hai của Shō Ei (1584–1653) - Shō Ryōgetsu, thiếp của Shō Hō (1597–1634) - Shō Setsurei, thiếp của Shō Kyō (chết 1697) - Shō Ryōchoku, thiếp của Shō Bun (ngày tháng không rõ) - Shō Kyū, con trai thứ ba của Shō Gen (1560–1620) - Shō Yō, con trai thứ hai của Shō Kō (1813–1815) - Shō Ken, con trai thứ tư của Shō Kō (sinh 1818) - Shō Ten, con trai thứ bảy của Shō Kō (1829–1833) - Shō Shun, con gái cả của Shō Iku (1832–1844) - Shō Otoko và Michiko, con gái thứ năm và thứ sáu của Shō Tai (ngày tháng không rõ) - 17 không rõ tên, một nằm tại Trung thất |

## Hình ảnh

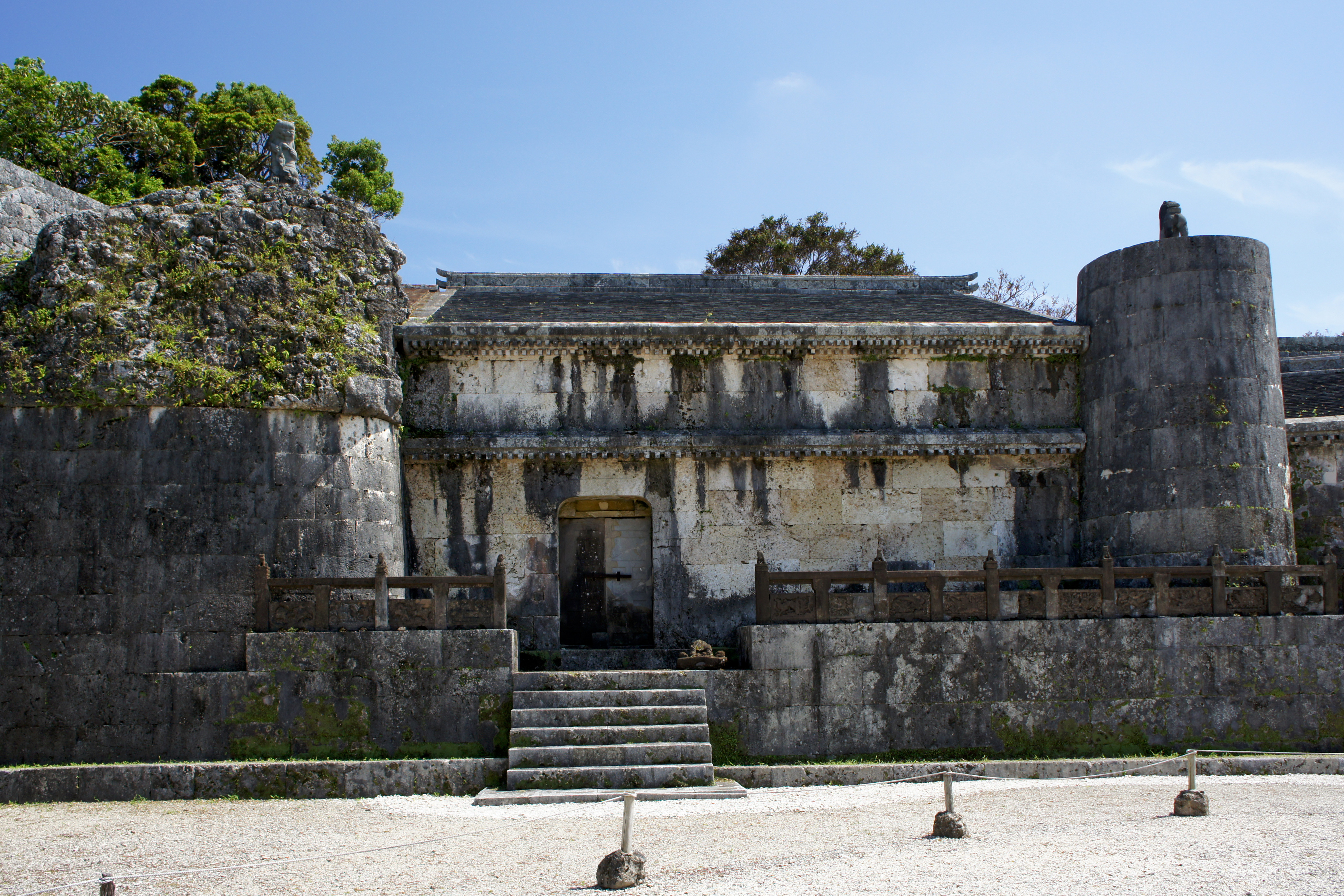
Đông thất
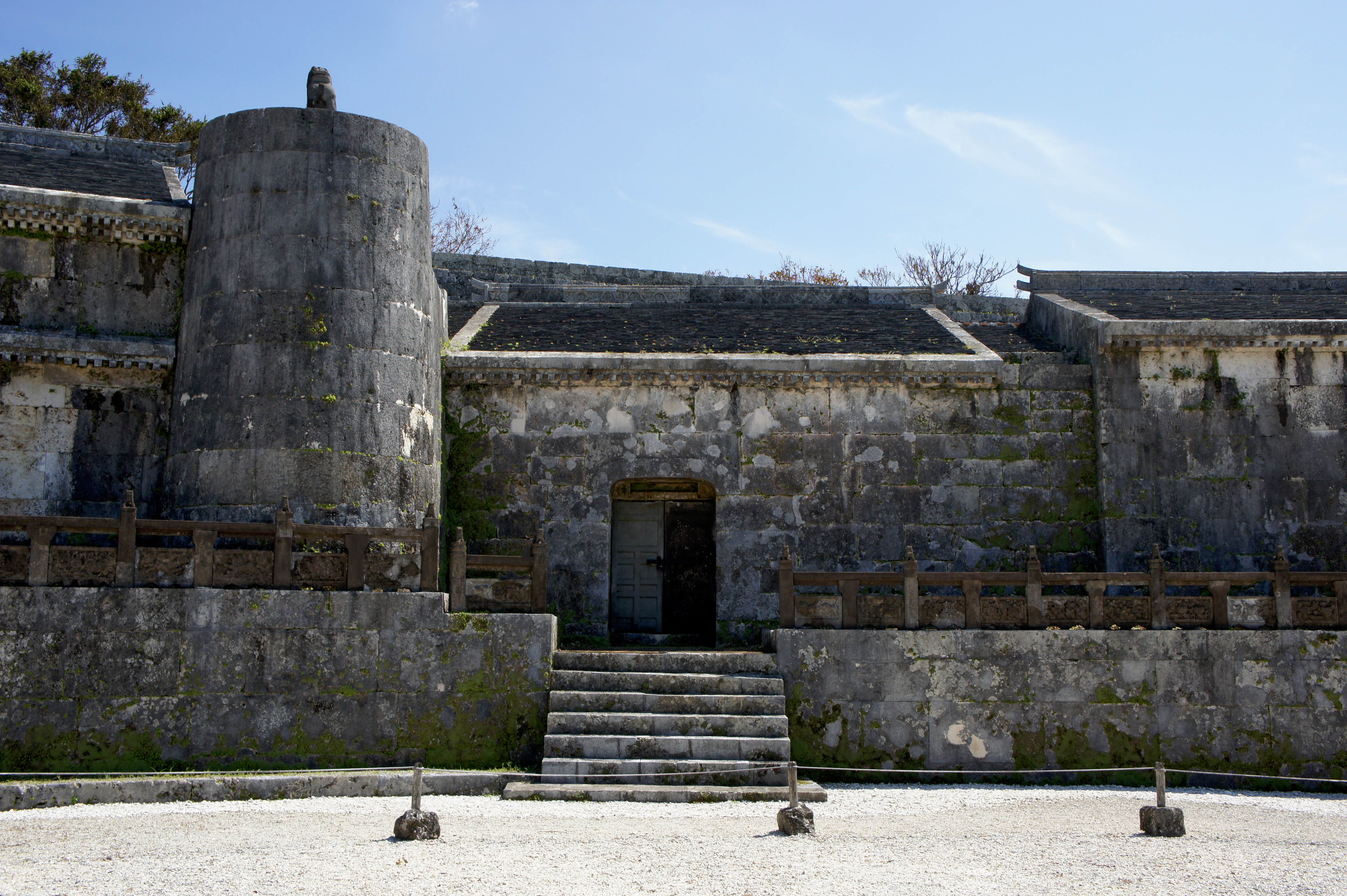
Trung thất
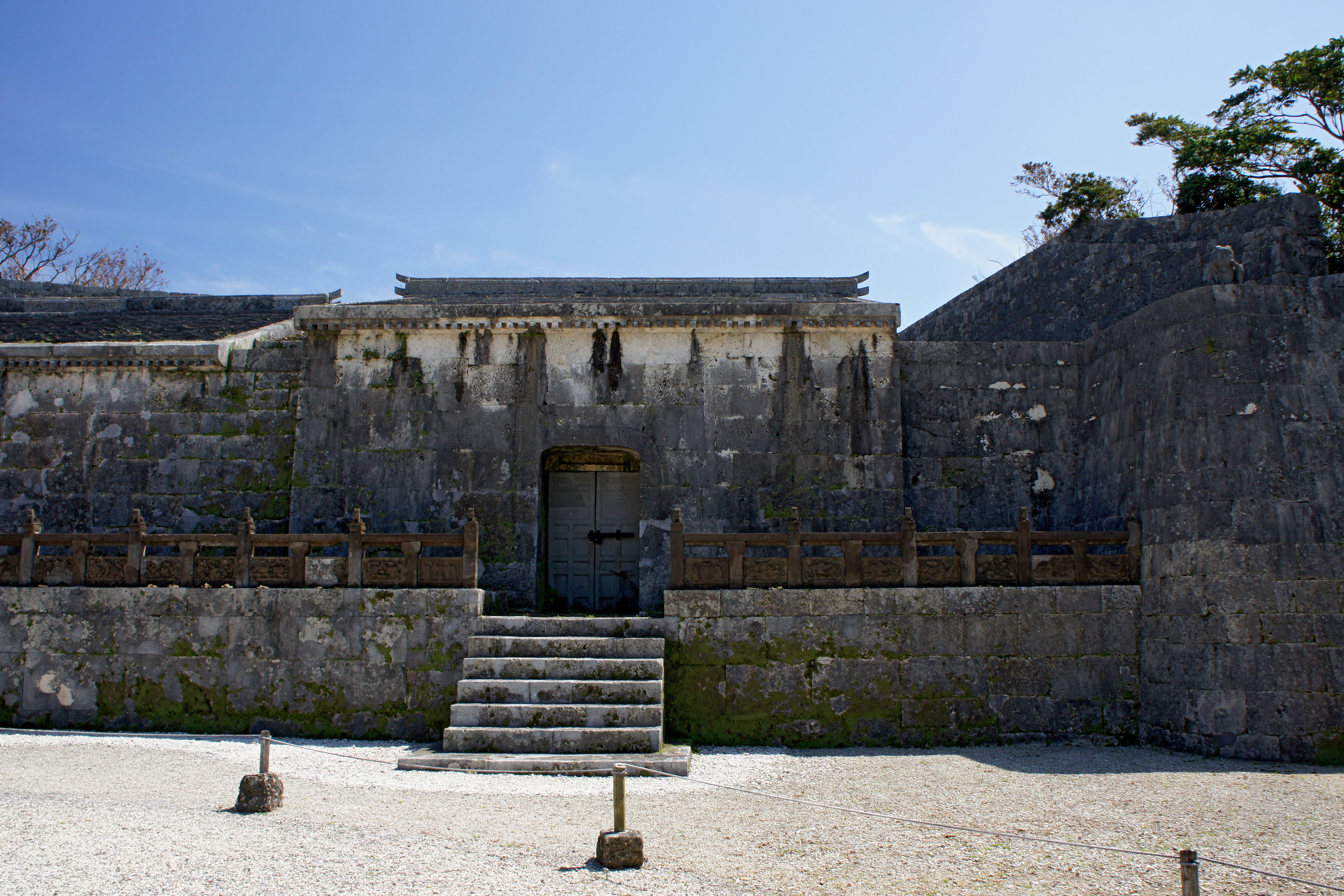
Tây thất
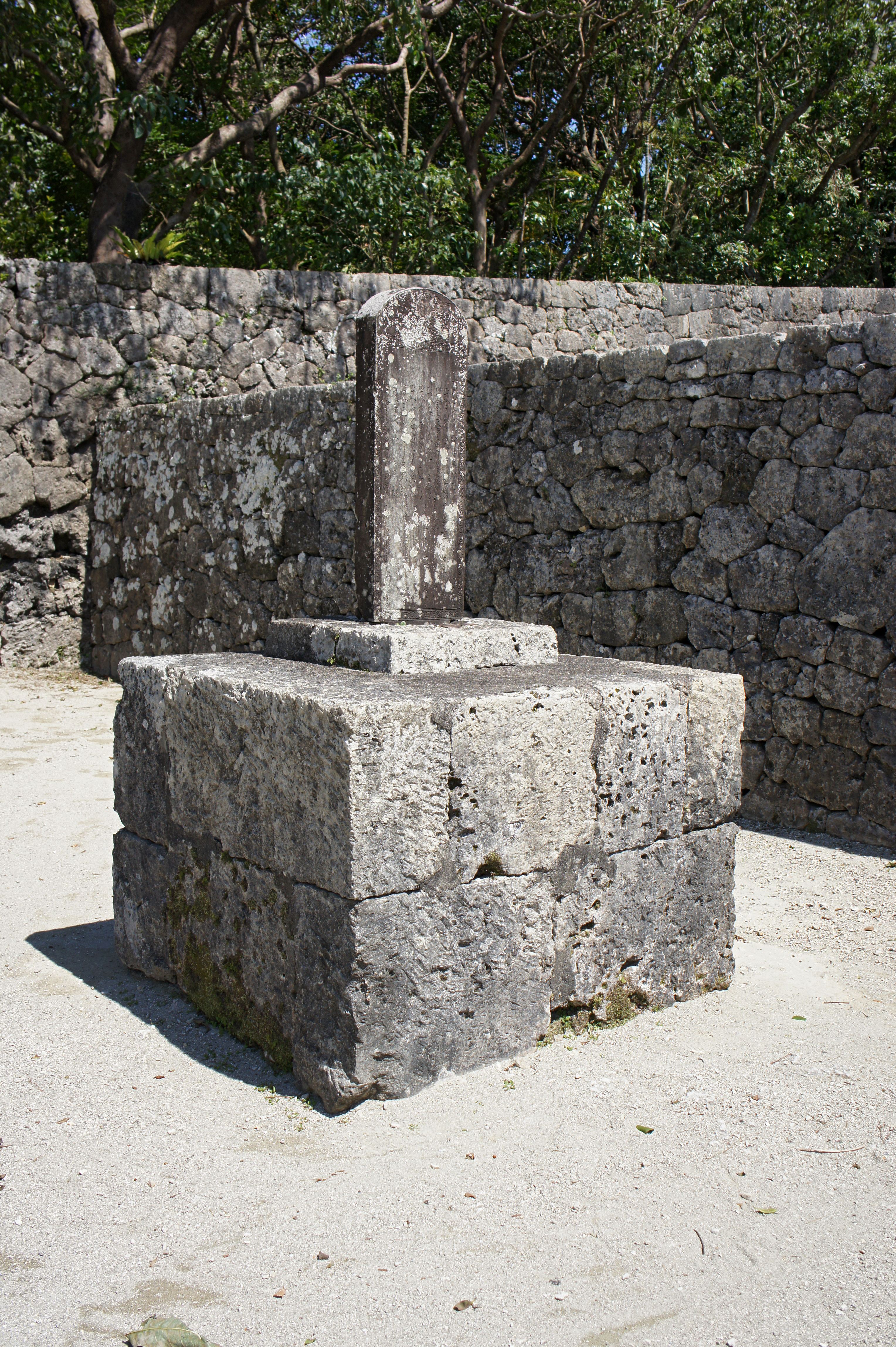
Ngọc Lăng bi văn (Khối đá Tamaudun)
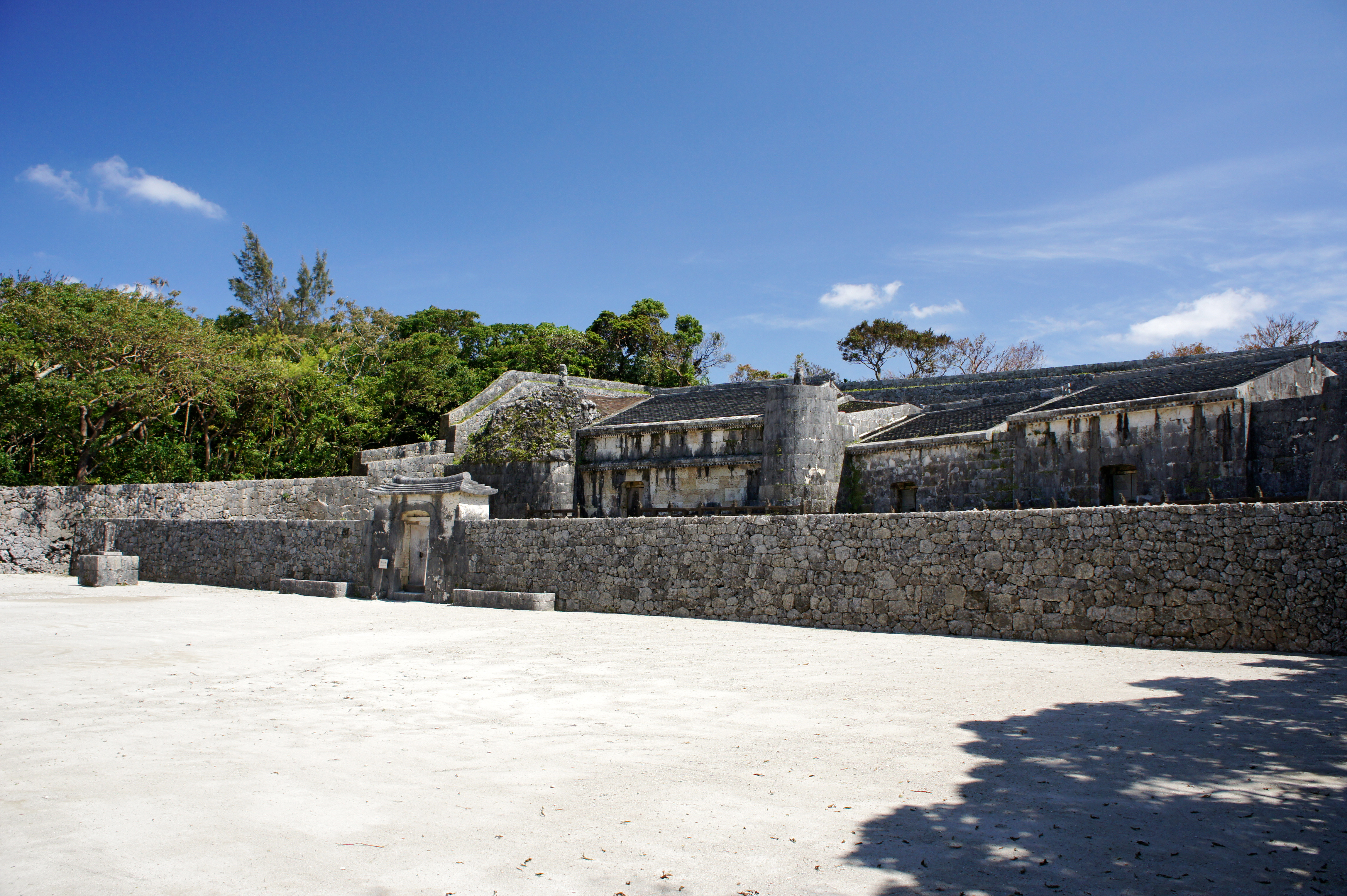
Tiền môn
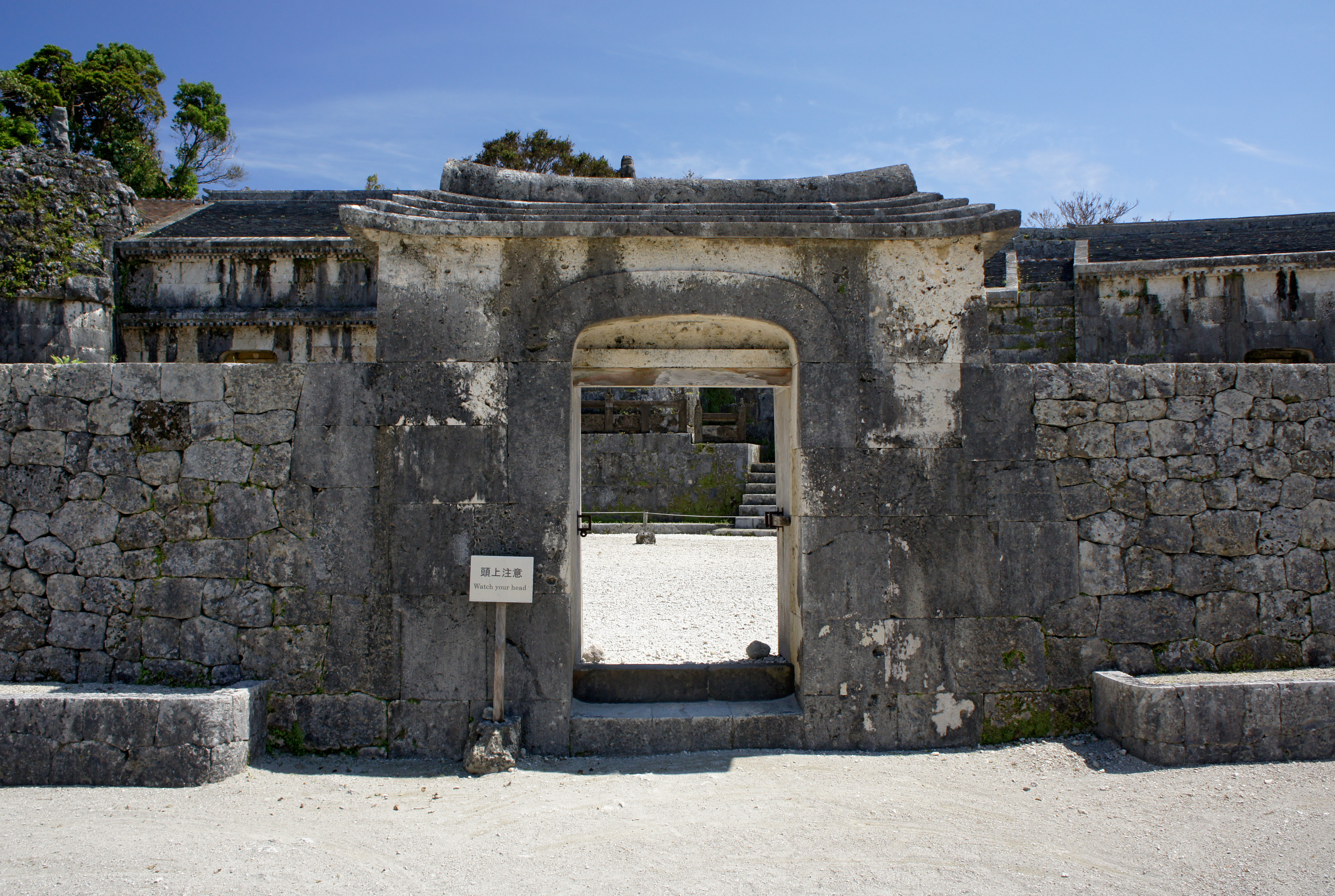
Hậu môn
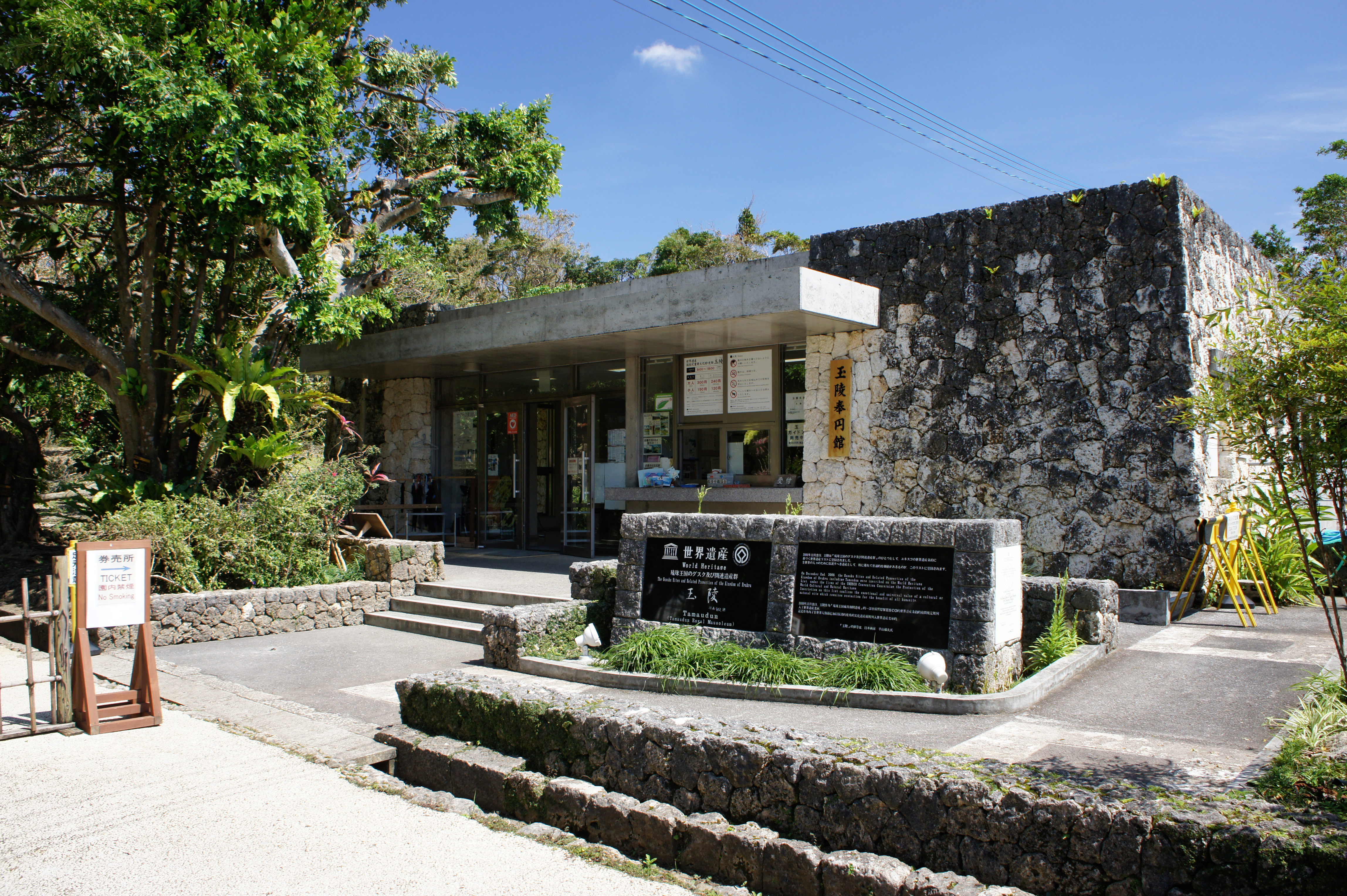
Ngọc Lăn phụng viên quán